# Stazione di Kawachinagano

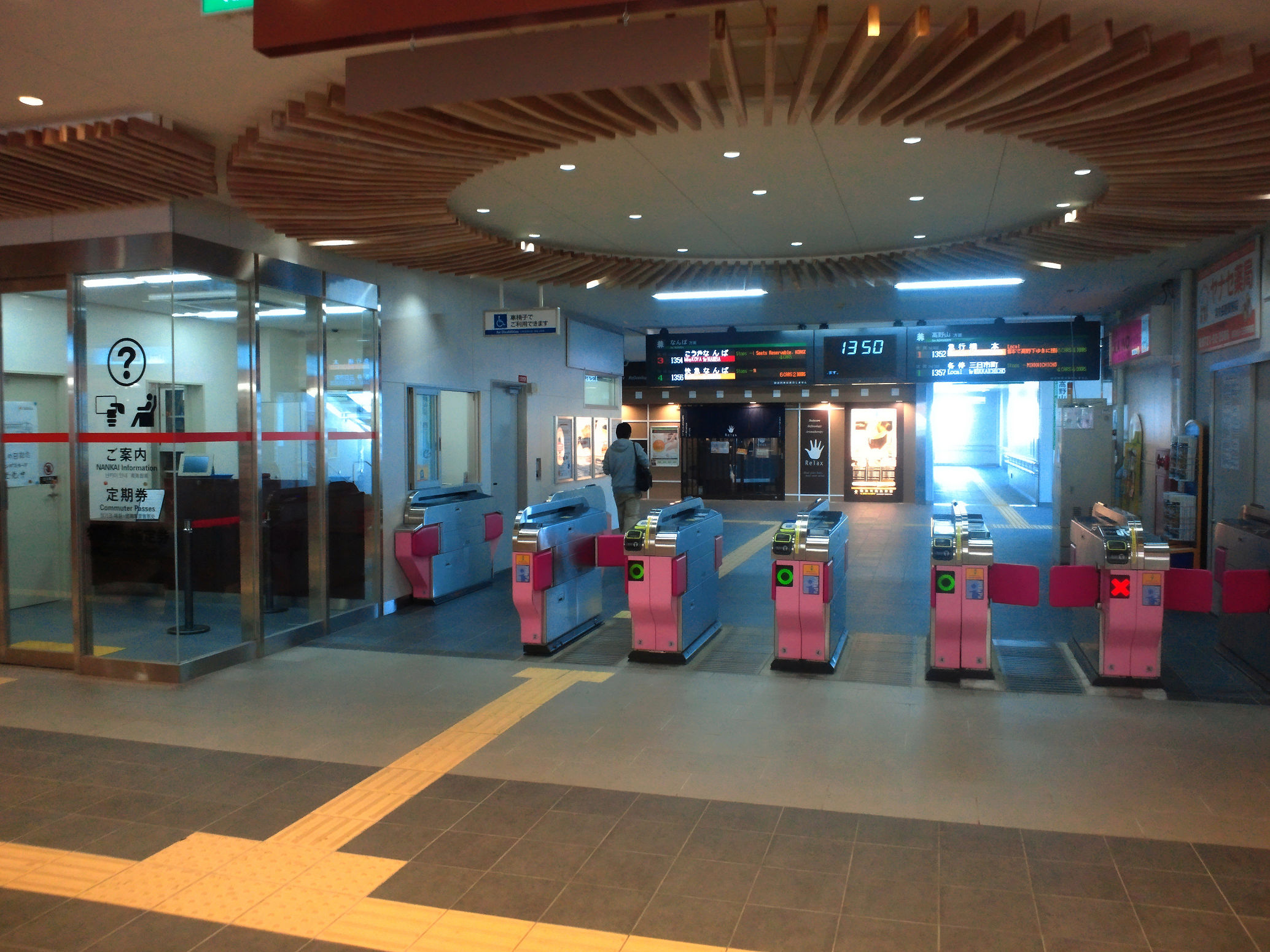
Vista del mezzanino Nankai

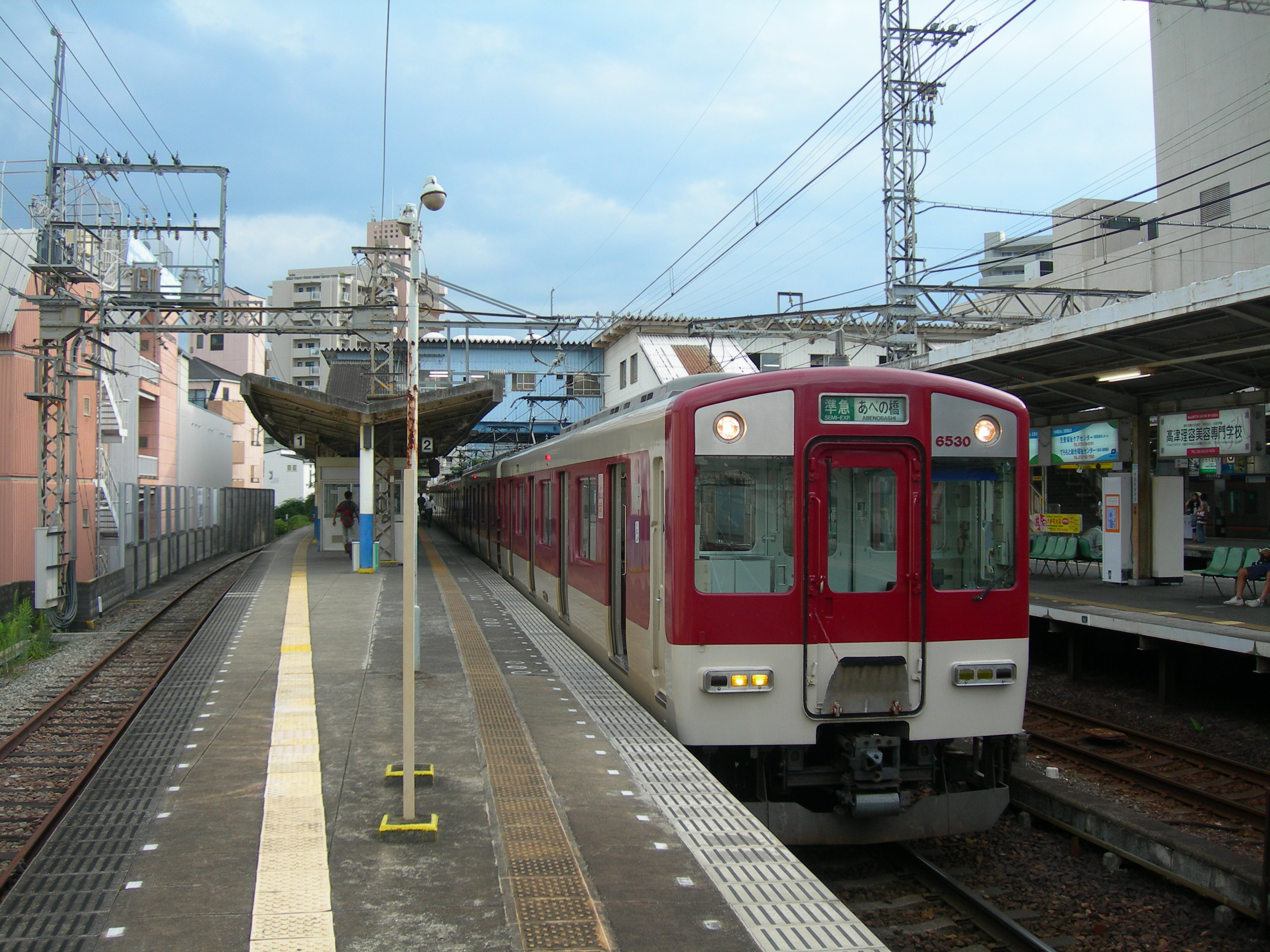
Vista del binario Kintetsu, con un treno fermo

La stazione di Kawachinagano (河内長野駅?, Kawachinagano-eki) è una stazione ferroviaria di interscambio della città omonima, nella prefettura di Osaka, in Giappone. Presso di essa passa la linea Nankai Kōya delle Ferrovie Nankai, ed è capolinea per la linea Nagano delle Ferrovie Kintetsu. Per entrambe le compagnie, fermano tutti i treni e il traffico totale sfiora i 45.000 passeggeri al giorno, rendendola una delle principali stazioni della parte sud della prefettura di Osaka.

## Linee
Ferrovie Kintetsu
■ Linea Kintetsu Nagano
 Ferrovie Nankai
■ Linea Nankai Kōya

## Struttura
La stazione è costituita da un unico fabbricato viaggiatori condiviso dalle due società ferroviarie. Tuttavia, ciascuna di esse possiede un ingresso separato con tornelli distinti per l'accesso ai binari.

### Stazione Nankai
La stazione dispone di due marciapiedi a isola e quattro binari passanti. I marciapiedi sono collegati al fabbricato viaggiatori da scale mobili, fisse e ascensori.
| 1   | ● Linea Nankai Kōya | per Hashimoto e Kōyasan                           |
| 1   | ● Linea Nankai Kōya | per Nakamozu, Sakai-Higashi, Shin-Imamiya e Namba |
| 2   | ● Linea Nankai Kōya | per Hashimoto, e Kōyasan                          |
| 3-4 | ● Linea Nankai Kōya | per Nakamozu, Sakai-Higashi, Shin-Imamiya e Namba |

### Stazione Kintetsu
La stazione Kintetsu possiede una banchina a isola centrale con due binari tronchi, in quanto è capolinea della linea Nagano.
Il binario 1 al momento non è attivo, e tutti i treni arrivano e partono dal binario 2.
| 1 | ■ Linea Kintetsu Nagano | Non in uso                                                        |
| 2 | ■ Linea Kintetsu Nagano | per Tondabayashi, Fujiidera, Kawachi-Matsubara e Ōsaka-Abenobashi |

## Stazioni adiacenti
| «                     | Servizio               | »                 |
| Linea Nankai Kōya     | Linea Nankai Kōya      | Linea Nankai Kōya |
| --------------------- | ---------------------- | ----------------- |
| Chiyoda               | Locale                 | Mikkaichichō      |
| Chiyoda               | Semiespresso           | Mikkaichichō      |
| Chiyoda               | Semiesp. Sez.          | Mikkaichichō      |
| Kongō                 | Espresso               | Mikkaichichō      |
| Kongō                 | Espresso Rapido        | Mikkaichichō      |
| Kongō                 | Espr. Lim. Kōya/Rinkan | Hashimoto         |
| Linea Kintetsu Nagano |                        |                   |
| Shionomiya            | Locale                 | Capolinea         |
| Shionomiya            | Semiespresso           | Capolinea         |
| Shionomiya            | Espresso               | Capolinea         |